# Chmeliw (Romny)
Chmeliw (ukrainisch Хмелів; russisch Хмелев Chmelew) ist ein Dorf in der ukrainischen Oblast Sumy mit 1128 Einwohnern (2021).

## Geografische Lage
Die Ortschaft mit einer Fläche von 58,83 km²  liegt auf einer Höhe von 167 m am Ufer der Chmeliwka (Хмелівка), eines 32 km langen, rechten Nebenflusses der Sula, 20 km nördlich vom Rajonzentrum Romny und 100 km westlich vom Oblastzentrum Sumy. Im Dorf trifft die Territorialstraße T–19–14 auf die Regionalstraße P–60.

## Gemeinde
Das erstmals im frühen 18. Jahrhundert schriftlich erwähnte Dorf besaß 2001 noch 1540 Einwohner.

## Verwaltungsgliederung
Am 12. Juni 2020 wurde das Dorf zum Zentrum der neugegründeten Landgemeinde Chmeliw (Хмелівська сільська громада/Chmeliwska silska hromada). Zu dieser zählten auch die 23 in der untenstehenden Tabelle aufgelisteten Dörfer sowie die Ansiedlung Dibrowa, bis dahin bildete es zusammen mit dem Dorf Saklymok die gleichnamige Landratsgemeinde Chmeliw (Хмелівська сільська рада/Chmeliwska silska rada) im Nordosten des Rajons Romny.
Folgende Orte sind neben dem Hauptort Chmeliw Teil der Gemeinde:
| Name                     | Name           | Name                               |
| ukrainisch transkribiert | ukrainisch     | russisch                           |
| ------------------------ | -------------- | ---------------------------------- |
| Bassiwka                 | Басівка        | Басовка (Bassowka)                 |
| Bessarabka               | Бессарабка     | Бессарабка                         |
| Chartschenky             | Харченки       | Харченки (Chartschenki)            |
| Chreschtschatyk          | Хрещатик       | Крещатик (Kreschtschatik)          |
| Chustjanka               | Хустянка       | Хустянка                           |
| Dibrowa                  | Діброва        | Диброва                            |
| Dserkalka                | Дзеркалька     | Дзеркалька                         |
| Fedotowe                 | Федотове       | Федотово (Fedotowo)                |
| Haji                     | Гаї            | Гаи (Gai)                          |
| Jarowe                   | Ярове          | Яровое (Jarowoje)                  |
| Konowaly                 | Коновали       | Коновалы                           |
| Kossariwschtschyna       | Косарівщина    | Косаревщина (Kossarewschtschina)   |
| Pschintschyne            | Пшінчине       | Пшончино (Pschontschino)           |
| Saklymok                 | Заклимок       | Заклимок (Saklimok)                |
| Saluzke                  | Залуцьке       | Залуцкое (Saluzkoje)               |
| Saritschtschja           | Заріччя        | Заречье (Saretschje)               |
| Schkumatowe              | Шкуматове      | Шкуматово (Skumatowo)              |
| Smile                    | Сміле          | Смелое (Smeloje)                   |
| Sulymy                   | Сулими         | Сулимы (Sulimy)                    |
| Tscherwone               | Червоне        | Червоное (Tscherwonoje)            |
| Welyka Butiwka           | Велика Бутівка | Великая Бутовка (Welikaja Butowka) |
| Welyki Budky             | Великі Будки   | Великие Будки (Welikije Budki)     |
| Wolodymyriwka            | Володимирівка  | Владимировка (Wladimirowka)        |
| Woschtschylycha          | Вощилиха       | Вощилиха (Woschtschilicha)         |

## Persönlichkeiten
- Klyment Kwitka (1880–1953), Jurist, Folklorist und Musikwissenschaftler